# Bahram Mosztaghi
Bahram Morteza Mosztaghi (pers. بهرام مرتضی مشتاقی; ur. 22 kwietnia 1952) – irański zapaśnik w stylu klasycznym. Olimpijczyk z Montrealu 1976, gdzie odpadł w eliminacjach w wadze 100 kg.
Zdobył złoty medal na igrzyskach azjatyckich w 1974 roku.